# Olympische Jugend-Sommerspiele 2018/Teilnehmer (Bolivien)
| Gelbes Symbol für Goldmedaillen mit stilisierten Olympischen Ringen | Graues Symbol für Silbermedaillen mit stilisierten Olympischen Ringen | Braundes Symbol für Bronzemedaillen mit stilisierten Olympischen Ringen |
| ------------------------------------------------------------------- | --------------------------------------------------------------------- | ----------------------------------------------------------------------- |
| —                                                                   | —                                                                     | —                                                                       |

Die Jugend-Olympiamannschaft aus Bolivien für die III. Olympischen Jugend-Sommerspiele vom 6. bis 18. Oktober 2018 in Buenos Aires (Argentinien) bestand aus achtzehn Athleten. Sie konnten keine Medaille gewinnen.

## Athleten nach Sportarten

### Beachvolleyball
| Mädchen - Nicole Nogales - María Fernanda Canedo 9. Platz | Jungen - Carlos Chacón - Luis Calvo 25. Platz |

### Futsal
Mädchen
- 4. Platz
- Eunice Rojas
- Alexandra Seleme
- Guadalupe Montecinos
- Karyme Fernández
- Michelle Pacheco
- Aide Mendiola
- Andrea Peña
- María Cristina Gálvez
- Fabiana Álvarez
- Majhely Romero

### Leichtathletik
Mädchen
- Sthephanie Chávez
5 km Gehen: 11. Platz

### Radsport
- Regina Medina
- Joaquín Orellana
BMX Mixed: 16. Platz

### Reiten
- Gonzalo Bedoya
Springen Einzel: 19. Platz
Springen Mannschaft: 4. Platz (im Team Südamerika)

### Turnen

#### Rhythmische Sportgymnastik
Mädchen
- Antonella Genuzio
Einzel: 35. Platz
Mixed: 12. Platz (im Team Hellgrün)